# Centro Federal de Educação Tecnológica de Minas Gerais

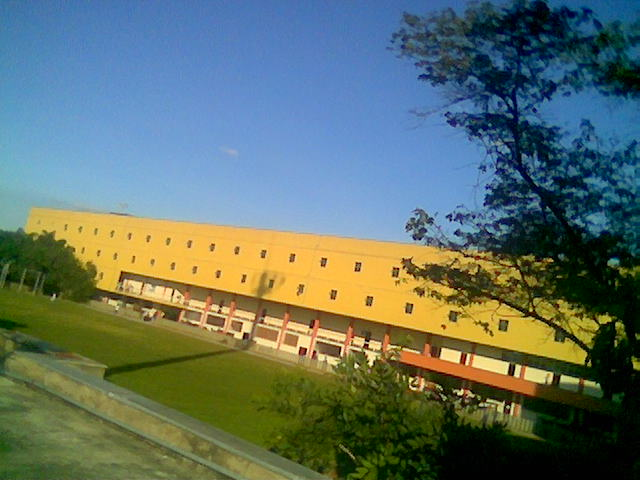
CEFET-MG Campus I

Das Centro Federal de Educação Tecnológica de Minas Gerais (CEFET-MG, deutsch ‚Bundeszentrum für technische Bildung von Minas Gerais‘) ist eine technische Bildungseinrichtung (Polytechnikum) im brasilianischen Bundesstaat Minas Gerais.
Das CEFET-MG bietet Kurse und Ausbildungsprogramme auf verschiedenen Ebenen der sekundären und tertiären Bildung in neun Campus in sieben verschiedenen Städten des Bundesstaates an. Die Campus I, II und VI befinden sich an der Avenida Amazonas, in Belo Horizonte, die anderen Standorte befinden sich in den Städten Leopoldina, Araxá, Juiz de Fora, Varginha, Timóteo und Nepomuceno.
Die Einrichtung untersteht als Schule der Bundesebene dem brasilianischen Ministério da Educação (Bildungsministerium).